# Universität Arak
Die Universität Arak (persisch دانشگاه اراک) ist eine 1971 durch die Universität Teheran gegründete, staatliche Universität in der Stadt Arak im Iran. Hierbei lehrt die Universität geistes-, agrar- und naturwissenschaftliche Studienfelder sowie ingenieurtechnische Studienfächer. Es besteht eine Partnerschaft mit der Universität Teheran und der Kharazmi-Universität. Im Jahre 1989 erhielt die Schule den Universitätsstatus. Die Hochschule bietet momentan 28 Studiengänge an.
Momentan ist die Universität Arak die größte staatliche Universität der Markazi-Provinz mit mehr als 12.000 Schülern verteilt in Bachelor, Master und Doktor-Studiengängen, wobei 200 Professoren Vollzeit unterrichten.